# Esther García Rodríguez
Esther García Rodríguez (Cedillo de la Torre, Segovia, 20 de julio de 1956) es una productora cinematográfica y directora de producción española, considerada una de las mujeres más destacadas del cine español. Desde 1986 trabaja con Pedro Almodóvar y es directora de producción en El Deseo. También ha destacado por el desarrollo de un modelo de producción asociado a la independencia autoral y por su impulso de nuevos valores en la dirección cinematográfica.
Ha producido 90 películas y series de televisión. Está galardonada con 6 premios Goya por trabajos como o Relatos salvajes y con el Premio Nacional de Cinematografía 2018. 

## Trayectoria
Comenzó en el departamento de producción como secretaria con la película Pim, pam, pum… fuego (1975) de Pedro Olea. Su primera película como directora de producción fue en 1976 con la serie de TVE Curro Jiménez en una época en la que las mujeres entraban en el cine sólo en los departamentos de maquillaje, vestuario o secretaría. Luego empezó a trabajar con diversas productoras como auxiliar de producción, ayudante de producción y jefa de producción, con directores como Fernando Trueba, Mariano Ozores, Gonzalo Suárez, Emilio Martínez Lázaro o Fernando Colomo.
En la década de los 70 y 80 es productora de películas como Los bingueros (Mariano Ozores, 1979), Sé infiel y no mires con quién (Fernando Trueba, 1985), El año de las luces (Fernando Trueba, 1986), La vida alegre (Fernando Colomo, 1987), El pecador impecable (Augusto M. Torres, 1987) o en la serie Los pazos de Ulloa (1985), de Gonzalo Suárez para TVE. 
Desde 1986, con Matador, trabaja al lado de Pedro Almodóvar, y, desde 1987 con La ley del deseo y los primeros pasos de la productora El Deseo, asume el puesto de directora de producción. Además de todas las películas y cortometrajes de Almodóvar (La mala educación, Volver, Todo sobre mi madre, Los abrazos rotos, La piel que habito, Los amantes pasajeros, Julieta, Dolor y gloria, Madres paralelas, La habitación de al lado, La voz humana) también ha sido directora de producción de El espinazo del diablo (2001), de Guillermo del Toro; Acción mutante (1993), de Álex de la Iglesia; La fiebre del loco (2001), de Andrés Wood, Eyengui, El dios del sueño (2003), de José Manual Novoa o series como Los sin tierra, de Miguel Barros.
Ha destacado también por el apoyo a nuevos realizadores y realizadoras como Mónica Laguna (Tengo una casa), Daniel Calparsoro (Pasajes), Félix Sabroso y Dunia Ayuso (Descongélate y previamente en la serie televisiva Mujeres), Belén Macías (El patio de mi cárcel), Lucrecia Martel (La mujer rubia, La niña santa y Zama) o Julia Solomonoff (El último verano de la Boyita). 
También ha producido documentales como El silencio de otros (2018), Manda huevos (2016), Con la pata quebrada (2013) y Los sin tierra (2024) 
Ha realizado cameos como actriz en Hable con ella (2002), donde hacía de oficial de prisiones, en La piel que habito (2011), como presentadora o como controladora aérea en Los amantes pasajeros (2013).
Comprometida con la igualdad Esther García es miembro de la Asociación de Mujeres Cineastas (CIMA) e impulsora, junto a otras 80 realizadoras españolas de El tren de la libertad, un documental colectivo sobre la marcha en la que participaron miles de personas en defensa de la ley vigente de aborto y los derechos de la mujer. Ella afirma que apenas el 8% de las películas que se producen en España son dirigidas por mujeres y "aún sigue habiendo pocas mujeres en los puestos clave: guion, dirección, producción, fotografía, montaje, composición musical".
En 2018 fue reconocida con el Premio Nacional de Cinematografía. Recogió el galardón el sábado 22 de septiembre en el Festival de Cine de San Sebastián. El jurado indicó en su fallo que “Esther García cuenta con una trayectoria de más de 30 años en ámbito nacional e internacional. Ha desarrollado un modelo de producción asociado a la independencia autoral y es muy activa en el impulso de nuevos directores. También ha destacado en coproducciones, especialmente con Latinoamérica".

## Premios y reconocimientos
Premios Goya
| Año         | Categoría                     | Película                        | Resultado |
| ----------- | ----------------------------- | ------------------------------- | --------- |
| VII edición | Mejor dirección de producción | Acción mutante                  | Ganadora  |
| XIV edición | Mejor dirección de producción | Todo sobre mi madre             | Ganadora  |
| XX edición  | Mejor dirección de producción | La vida secreta de las palabras | Ganadora  |

Medallas del Círculo de Escritores Cinematográficos
| Año  | Categoría      | Película       | Resultado |
| ---- | -------------- | -------------- | --------- |
| 2019 | Mejor película | Dolor y gloria | Ganador   |

### Premios a su trayectoria
En septiembre de 2018 fue distinguida con el Premio Nacional de Cinematografía por su trayectoria de más de 30 años en el ámbito nacional e internacional, convirtiéndose en la primera mujer productora que obtiene el galardón.
| Predecesor: Antonio Banderas | Premio Nacional de Cinematografía 2018 | Sucesor: Josefina Molina |

El 30 de julio de 2025 se anunció que 73 Festival de San Sebastián reconocerá su trayectoria con uno de los Premio Donostia 2025, por sus por sus cuatro decenios como productora en El Deseo, de los hermanos Almodóvar. 

### Otros galardones
En julio de 2025 se anuncia la concesión del Premio Elías Querejeta de la Academia de Cine 2025, que anualmente reconoce a productores/as destacados del cine español. 